# Franz Xaver von Wulfen
Franz Xaver von Wulfen (5 de novembre de 1728, Belgrad - † 16 de març de 1805, Klagenfurt) fou un botànic, geòleg, alpinista i sacerdot jesuïta. Estan acreditats els seus descobriments de Wulfenia carinthiaca i del mineral wulfenita, una forma de plom.
El seu pare, Christian Friedrich von Wulfen, fou tinent coronel de l'exèrcit austríac. Estudià al Kaschau Gymansium (actual Košice, Eslovàquia). Amb disset anys estudià en un col·legi jesuïta a Viena, i després de la seva graduació començà com a instructor escolar en matemàtiques i en física, a Viena, Graz, Neusohl, Gorz, Laibach i des del 1764 a Klagenfurt. Després de la supressió de la congregació dels jesuïtes el 1760 romangué a Klagenfurt fins a la seva mort.
Des dels vint-i-dos anys es dedicà a la botànica. La flora de les terres altes i de les valls dels Alps de l'est foren el seu estudi principal. Per trobar espècies, Wulfen freqüentment anava a Großglockner, essent així un pioner explorador dels Alps Austríacs.
El 1781 publicà els seus estudis a Plantae rariorum Carinthicae.

## Obres
- Plantae rariores carinthiacae. V: Miscellanea austriaca ad botanicam, chemiam et historiam naturalem spectantia, vol. I (1778) str. 147-163 en vol. II (1781) str. 25-183
- Abhandlung vom Kärntner Bleispate, 1785
- Plantae rariores carinthiacae. V: Collectanea ad botanicam, chemiam et historiam naturalem, vol. I (1786) str. 186-364, vol. II (1788) pp. 112-234, vol. III (1789) pp. 3-166, vol. IV (1790) pp. 227-348
- Descriptiones Quorumdam Capensium Insectorum, 1786
- Plantae rariores descriptae, 1803
- Cryptogama aquatica, 1803
- Flora Norica phanerogama, 1858 (publicat pòstumament com moltes de les seves obres)